# Актенге Кеунімжаєва
Актенге Кеунімжаєва (узб. Aktenge Keunimjayeva; нар. 19 вересня 1999, Каракалпакстан) — узбецька борчиня вільного стилю, триразова бронзова призерка чемпіонатів Азії, бронзова призерка Азійських ігор, срібна призерка Ігор ісламської солідарності, учасниця Олімпійських ігор.

## Спортивні результати на міжнародних змаганнях

### Виступи на Олімпіадах
| Змагання                    | Збірна     | Вагова категорія          | Місце |
| --------------------------- | ---------- | ------------------------- | ----- |
| Літні Олімпійські ігри 2024 | Узбекистан | жіноча боротьба, до 50 кг | 13    |

### Виступи на Чемпіонатах світу
| Змагання                        | Збірна     | Вагова категорія          | Місце |
| ------------------------------- | ---------- | ------------------------- | ----- |
| Чемпіонат світу з боротьби 2019 | Узбекистан | жіноча боротьба, до 53 кг | 25    |
| Чемпіонат світу з боротьби 2022 | Узбекистан | жіноча боротьба, до 53 кг | 14    |
| Чемпіонат світу з боротьби 2023 | Узбекистан | жіноча боротьба, до 53 кг | 24    |

### Виступи на Чемпіонатах Азії
| Змагання                       | Збірна     | Вагова категорія          | Місце  |
| ------------------------------ | ---------- | ------------------------- | ------ |
| Чемпіонат Азії з боротьби 2018 | Узбекистан | жіноча боротьба, до 50 кг | 5      |
| Чемпіонат Азії з боротьби 2019 | Узбекистан | жіноча боротьба, до 53 кг | Бронза |
| Чемпіонат Азії з боротьби 2020 | Узбекистан | жіноча боротьба, до 53 кг | Бронза |
| Чемпіонат Азії з боротьби 2022 | Узбекистан | жіноча боротьба, до 53 кг | 4      |
| Чемпіонат Азії з боротьби 2023 | Узбекистан | жіноча боротьба, до 53 кг | Бронза |

### Виступи на Азійських іграх
| Змагання           | Збірна     | Вагова категорія          | Місце  |
| ------------------ | ---------- | ------------------------- | ------ |
| Азійські ігри 2023 | Узбекистан | жіноча боротьба, до 50 кг | Бронза |

### Виступи на Іграх ісламської солідарності
| Змагання                          | Збірна     | Вагова категорія          | Місце  |
| --------------------------------- | ---------- | ------------------------- | ------ |
| Ігри ісламської солідарності 2022 | Узбекистан | жіноча боротьба, до 53 кг | Срібло |

### Виступи на інших змаганнях
| Змагання                                                     | Збірна     | Вагова категорія          | Місце  |
| ------------------------------------------------------------ | ---------- | ------------------------- | ------ |
| Кубок Алроси 2016                                            | Узбекистан | команда                   | 4      |
| Гран-прі «Іван Яригін» 2018                                  | Узбекистан | жіноча боротьба, до 50 кг | 18     |
| Відкритий чемпіонат Китаю з боротьби 2018                    | Узбекистан | жіноча боротьба, до 50 кг | Бронза |
| Гран-прі «Іван Яригін» 2019                                  | Узбекистан | жіноча боротьба, до 53 кг | 8      |
| Турнір Дана Колова — Николи Петрова 2019                     | Узбекистан | жіноча боротьба, до 53 кг | 12     |
| Гран-прі «Іван Яригін» 2020                                  | Узбекистан | жіноча боротьба, до 53 кг | 5      |
| Київський Міжнародний турнір з боротьби 2021                 | Узбекистан | жіноча боротьба, до 53 кг | 11     |
| Олімпійський кваліфікаційний турнір з боротьби 2020 (Алмати) | Узбекистан | жіноча боротьба, до 53 кг | 5      |
| Турнір Яшара Догу 2022                                       | Узбекистан | жіноча боротьба, до 53 кг | 8      |
| Меморіал Болата Турлиханова 2022                             | Узбекистан | жіноча боротьба, до 53 кг | Бронза |
| Відкритий чемпіонат Загреба з боротьби 2023                  | Узбекистан | жіноча боротьба, до 50 кг | 19     |
| Турнір Ібрагіма Мустафи 2023                                 | Узбекистан | жіноча боротьба, до 50 кг | 10     |
| Турнір К. У. Кожомкула і Р. Санатбаєва 2023                  | Узбекистан | жіноча боротьба, до 53 кг | 13     |
| Турнір Яшара Догу, Вехбі Емре і Гаміта Каплана 2024          | Узбекистан | жіноча боротьба, до 50 кг | 7      |
| Олімпійський кваліфікаційний турнір з боротьби 2024 (Бішкек) | Узбекистан | жіноча боротьба, до 50 кг | Золото |
| Меморіал Імре Поляка та Яноша Варги 2024                     | Узбекистан | жіноча боротьба, до 50 кг | 8      |

### Виступи на змаганнях молодших вікових груп
| Змагання                                      | Збірна     | Вагова категорія          | Місце  |
| --------------------------------------------- | ---------- | ------------------------- | ------ |
| Чемпіонат Азії з боротьби серед кадетів 2014  | Узбекистан | жіноча боротьба, до 43 кг | Бронза |
| Чемпіонат Азії з боротьби серед кадетів 2015  | Узбекистан | жіноча боротьба, до 46 кг | Бронза |
| Чемпіонат світу з боротьби серед кадетів 2015 | Узбекистан | жіноча боротьба, до 46 кг | 8      |
| Чемпіонат Азії з боротьби серед кадетів 2016  | Узбекистан | жіноча боротьба, до 49 кг | 5      |
| Чемпіонат світу з боротьби серед кадетів 2016 | Узбекистан | жіноча боротьба, до 49 кг | 14     |
| Чемпіонат Азії з боротьби серед юніорів 2016  | Узбекистан | жіноча боротьба, до 48 кг | 7      |
| Чемпіонат Азії з боротьби серед юніорів 2017  | Узбекистан | жіноча боротьба, до 48 кг | Бронза |
| Чемпіонат Азії з боротьби серед юніорів 2018  | Узбекистан | жіноча боротьба, до 50 кг | 7      |
| Чемпіонат світу з боротьби серед юніорів 2018 | Узбекистан | жіноча боротьба, до 53 кг | Срібло |
| Чемпіонат Азії з боротьби серед юніорів 2019  | Узбекистан | жіноча боротьба, до 55 кг | 5      |
| Чемпіонат світу з боротьби серед молоді 2018  | Узбекистан | жіноча боротьба, до 53 кг | 5      |
| Чемпіонат Азії з боротьби серед молоді 2022   | Узбекистан | жіноча боротьба, до 53 кг | Золото |